# Carlos Simón
Carlos Simón Vallés (Buñol, provincia de Valencia, 1961) es un investigador clínico, obstetra y ginecólogo español.  Catedrático de Obstetricia y Ginecología de la Universidad de Valencia; profesor adjunto en la Universidad de Harvard y experto internacional en el campo de la reproducción asistida.

## Biografía
Nacido en la localidad valenciana de Buñol.
Tras licenciarse en Medicina y Cirugía en la Universidad de Valencia (1985) con la calificación de Sobresaliente y Premio Extraordinario de Licenciatura, fue becario predoctoral de la Consejería de Educación, Cultura y Deporte de la Generalidad Valenciana. Realizó el doctorado en Medicina y Cirugía en la Universidad de Valencia con la calificación de apto cum laude (1986), con su tesis doctoral sobre el Cultivo de amnios líquido amniótico y corion. Biopsia corial como alternativa diagnóstica en el primer trimestre del embarazo). Accedió a la especialización en Obstetricia y Ginecología tras aprobar la convocatoria MIR de 1987, y realizó su residencia en el Departamento de Obstetricia y Ginecología del Hospital Clínico Universitario de Valencia (1987-1990), bajo la dirección del profesor Fernando Bonilla. Fue médico adjunto en este mismo departamento hasta septiembre de 1991.
Continuó su formación investigadora a través de una beca postdoctoral del Ministerio de Educación y Ciencia, para realizar su formación investigadora en Endocrinología de la Reproducción en el Departamento de Obstetricia y Ginecología de la Universidad de Stanford, California (Estados Unidos, 1991-1994). Completada su formación clínica e investigadora, ha dirigido (desde 2003) su carrera a la investigación médica aplicada en medicina reproductiva y medicina regenerativa. Es  profesor clínico adjunto de Obstetricia y Ginecología de la Universidad de Stanford (desde 2013) y profesor adjunto de Obstetricia y Ginecología del Baylor College of Medicine, Houston, Texas (desde 2014).
Debido a su trabajo pionero en España sobre células madre fue nombrado director del Nodo de Valencia del Banco Nacional de Líneas Celulares situado en el Centro de Investigación Príncipe Felipe, y coordinador el área de medicina regenerativa (2004-2007); y director científico de dicho centro (2009-2011).
Ha realizado estancias como profesor visitante en las Universidades de Stanford y Yale (Estados Unidos), Hong Kong (China) y Adelaida (Australia).
Es inventor de quince patentes activas lo que llevó a la creación de la empresa de biotecnología Igenomix SL que tiene laboratorios en Valencia, Sao Paulo, Delhi, Los Ángeles, Miami, Dubái, New Jersey, México DF, Montreal y Estambul.
Es fundador y copresidente de la Fundación Carlos Simón para la Investigación en Salud de la Mujer.
Tiene cuatro hijos.

## Premios y distinciones
- Premio Rey Jaime I de investigación médica (2011) por un estudio pionero sobre las alteraciones de la receptividad endometrial humana, una de las causas más importantes de infertilidad en el mundo.[12][13]
- Hijo Predilecto de Buñol (2011).[4]
- Premio Distinguished Researcher Award (2016) en reconocimiento a su trayectoria investigadora, sus aportaciones pioneras, básicas y clínicas, en el campo de la medicina reproductiva.[3]
- Premio de Investigación Biomédica de la Fundación Lilly (2021), en la categoría de Investigación Clínica, por sus trabajos pioneros en el estudio del endometrio humano y su funcionalidad.[14][10]

## Academias y asociaciones a las que pertenece
- Académico correspondiente de la Real Academia de Medicina de la Comunidad Valenciana.
- Miembro de “The Strategic Advisory Board of the Department of Development and  Regeneration”, Universidad Católica de Lovaina (Bélgica).
- Consejero científico asesor de “Ovascience" (Boston)” y de “The Advisory Board”.
- Consultor científico de la Organización Mundial de la Salud como miembro del Human Reproduction Programme Scientific and Ethical Review Group desde 1998.
- Representante español en la International Society for Stem Cell Research (ISSCR).

## Producción científica
Desde 1991 ha contribuido con sus trabajos pioneros a la investigación y solución clínica de los problemas que producen infertilidad que sufren el 10% de las parejas en edad reproductiva de todo el mundo. Ha trabajado en la demostración clínica y mecanismos moleculares que la controlan el efecto deletéreo de los altos niveles de estradiol cambiando la práctica clínica en uso e iniciando el concepto de “mild stimulation”. Utilizando la tecnología de microarrays identificó la firma transcriptómica de los genes implicados en la receptividad endometrial humana, publicando sus descubrimientos en 20 trabajos como primer o último autor, el primero de ellos es el más citado de la revista Molecular Human Reproduction. La traslación clínica de sus resultados ha dado lugar a una patente sobre la creación de un array customizado denominado endometrial receptivity array (ERA) para el diagnóstico molecular de la receptividad endometrial en pacientes infértiles. Así mismo, ha creado un banco de datos de libre acceso sobre receptividad endometrial gestionada por la Universidad de Valencia. Finalmente, gracias a la financiación de un proyecto de excelencia PROMETEO para investigar el origen de las células madre endometriales humanas, ha sido el primero en descubrir las células madre endometriales que aisladas son capaces de reconstruir el endometrio humano.
Desde 2001 sus trabajos en embriología humana le han permitido expandir su investigación en el campo de las células pluripotenciales dando lugar a la derivación, caracterización, publicación y registro en el Banco Nacional de Líneas Celulares. Fue el pionero en la derivación de las primeras líneas de células madre embrionarias en España. Ha participado con las líneas VAL en demostrar la falta de diversidad genética de las líneas celulares más usadas en el mundo.

## Publicaciones
- Simón C, Pellicer A, editores. Regulators of human implantation. Oxford (UK): Oxford University Press; 1995.
- Remohí J, Simón C, Pellicer A, Bonilla-Musoles F, editores. Reproducción humana. Madrid (ESP): McGraw-Hill Interamericana; 1996.
- Rodríguez L, Bonilla F, Pellicer A, Simón C, Remohí J, editores. Manual práctico de reproducaó humana. Rio de Janeiro (BRA): Livraria e Editora RevinterLtda; 1998.
- Pellicer A, Simón C, Bonilla-Musoles F, Remohí J, editores. Ovarian hyperstimulation syndrome. Pathophysiology, prevention and treatment. Rome (ITA): SeronoFertility Series; 1999.
- Simón C, Pellicer A, Remohí J, editores. Emerging concepts on human implantation. Oxford (UK): Oxford University Press; 1999.
- Remohí J, Romero J.L, Pellicer A, Simón C, Navarro J, editores. Manual práctico de esterilidad y reproducción humana. Madrid (ESP): McGraw-Hill Interamericana; 2000.
- Simón C, Pellicer A, Doberska C, editores. Human implantation: recent advances and clinical aspects. Cambridge (UK): The Journal of Reproduction and Fertility Ltd; 2000.
- Simón C, Pellicer A, editores. Proceedings of de 2nd international workshop on human implantation recent advances and clinical aspects. Elsevier; 2001.
- Remohí J, Pellicer A, Simón C, Navarro J, editores. Reproducción humana. 2nd ed. Madrid (ESP): McGraw-Hill Interamericana; 2002.
- Scheffer BB, Remohí J, García-Velasco JA, Pellicer A, Simón C, editores. Reprodução humana asistida. São Paulo (BRA): Atheneu; 2003.
- Remohí J, Cobo A, Romero JL, Pellicer A, Simón C, editores. Manual práctico de esterilidad y reproducción humana. 2nd ed. Madrid (ESP): Mc Graw-Hill. Interamericana; 2004.
- Simón C, Pellicer A, editores. Stem cells in human reproduction, basic science and therapeutic potential. London (UK): InformaHealthcare; 2007.
- Simón C, Horcajadas JA, García-Velasco JA, Pellicer A, editores. El endometrio humano. Desde la investigación a la clínica. Buenos Aires (ARG); Madrid (ESP): Médica Panamericana; 2009.
- Simón C, Pellicer A, editores. Stem cells in human reproduction, basic science and therapeutic potential. 2nd ed. London (UK): InformaHealthcare; 2009.
- Simón C, Pellicer A, Renee Reijo Pera, editores. Stem Cells in Reproductive Medicine, Basic Science and Therapeutic Potential. 3rd ed. London (UK): Cambridge University Press; 2013. ISBN 978-1107034471
- Simón C, Giudice L, editors. The Essential Uterine Handbook: Current Applications in Clinical Medicine. (USA) CRC Press; 2017.
- Flaws J, Jegou B, McCarrey J, Niederberger C, Simón C, Skinner M, Spencer T, Swanson, Yan W, editors. Encyclopedia of Reproduction. 2nd ed. Elsevier. (USA); 2018.
- Simón C, Rubio C, editors. Handbook of New Genetic Diagnostic Technologies in Reproductive Medicine. (USA) CRC Press; 2018.
- Simón C, Rubio C. Embryo Genetics. MDPI. (CHE); 2021.
- Simón C, Rubio C, editors. Handbook of New Genetic Diagnostic Technologies in Reproductive Medicine, 2nd Edition. Taylor & Francis (USA); 2022.